# Органічне скло

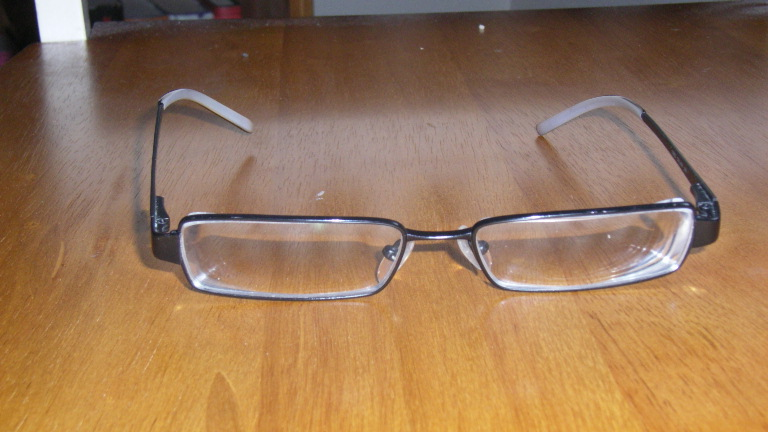
Окуляри з оргскла

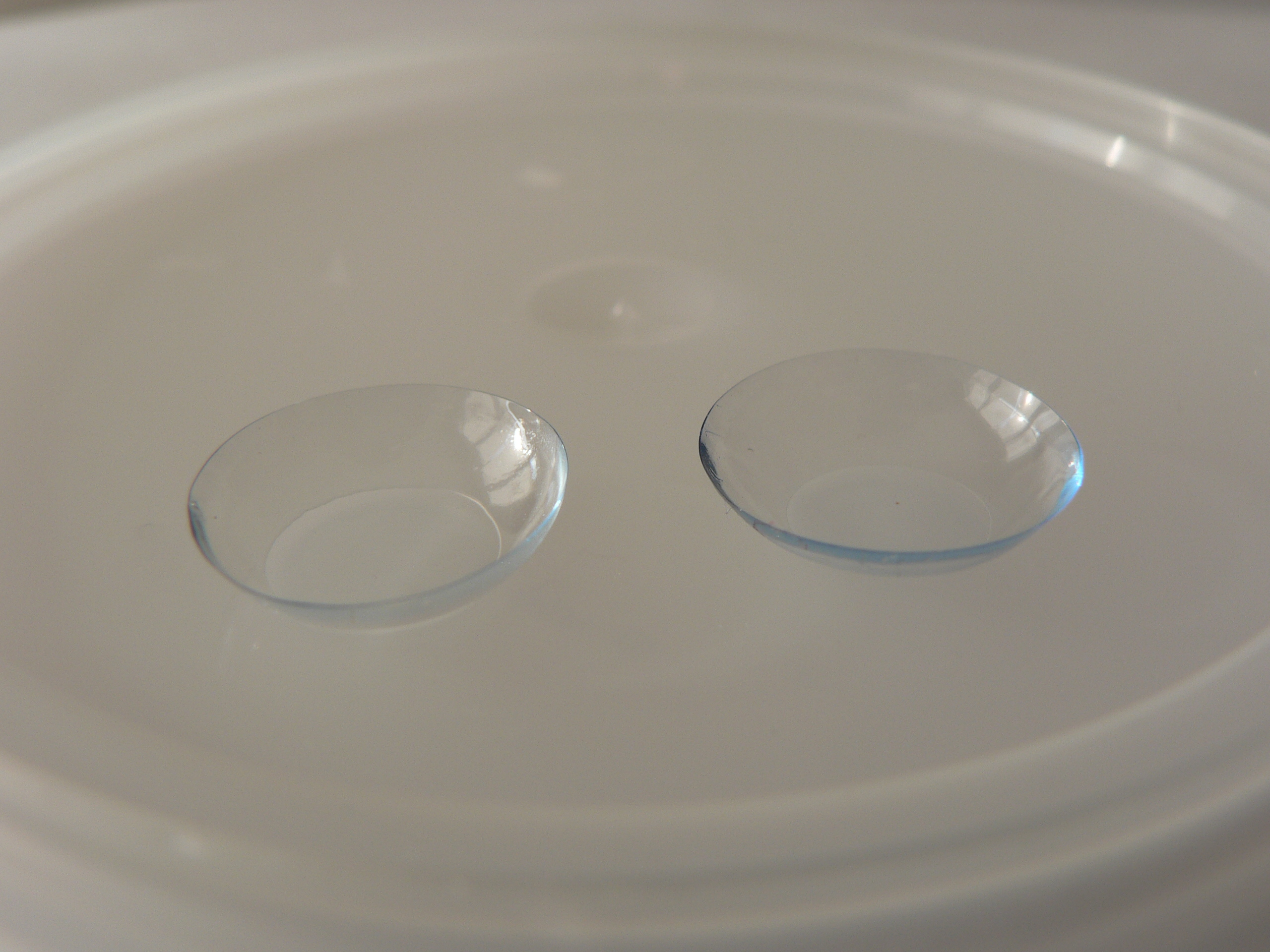
Тверді контактні лінзи

Органі́чне скло (в побуті часом оргскло́) — прозорі пластмаси на основі поліметилметакрилату (плексигласу), полікарбонатів, полівінілхлориду, полістиролу та інших полімерів. До їхніх переваг над неорганічним склом належать мала густина, вища міцність, добра технологічність: вони легко формуються у вироби, обробляються різанням, добре зварюються, склеюються. Недоліком органічного скла є низька поверхнева твердість.
Частіше застосовується поліметилметакрилат, який характеризується доброю оптичною прозорістю (92 %), стійкий до дії вуглеводнів, мастильних матеріалів, розчинів кислот та лугів. Застосовується в автомобіле-, судно- та літакобудуванні, медицині для виготовлення багатошарового скла, оптичних лінз, світлотехнічних деталей тощо.